# Felix Draeseke

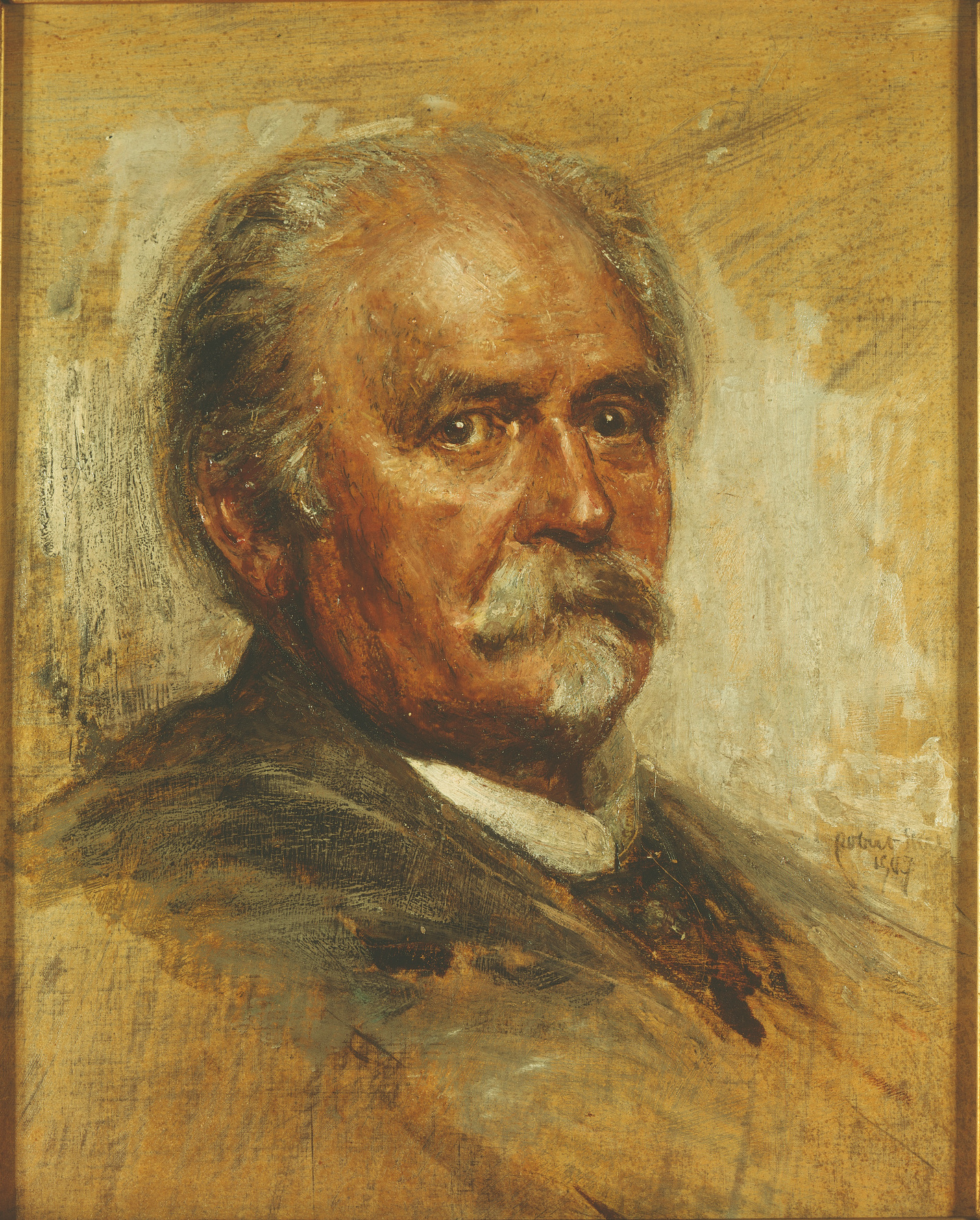
Felix Draeseke, ritratto ad olio di Robert Sterl (1907)

Felix August Bernhard Draeseke (Coburgo, 7 ottobre 1835 – Dresda, 26 febbraio 1913) è stato un compositore tedesco della nuova scuola tedesca, ammiratore di Liszt e Richard Wagner. Egli compose in molte forme diverse spaziando fra opera, sinfonia, musica da camera e vocale.

## Biografia
Nacque in Franconia a Coburgo in Germania. Venne attratto dalla musica sin dalla più tenera età e scrisse le sue prime composizioni all'età di otto anni. Quando intorno ai quindici anni dichiarò ai suoi familiari che intendeva dedicarsi allo studio della musica, incontrò una severa opposizione. Alcuni anni di studio al Felix Mendelssohn College of Music di Lipsia sembra non gli apportarono grandi miglioramenti, ma dopo aver diretto una rappresentazione di Lohengrin conquistò sul campo un posto nel gruppo di compositori appartenenti alla nuova scuola tedesca incentrata attorno alla figura di Franz Liszt a Weimar, dove rimase dal 1856 (giunto subito dopo la partenza di Joachim Raff) al 1861. Nel 1862 Draeseke lasciò la Germania per trasferirsi in Svizzera, dove insegnò nell'area intorno a Losanna. Dopo il suo ritorno in Germania nel 1876, Draeseke scelse Dresda come luogo di residenza. Anche se continuò ad ottenere grandi successi con le sue composizioni, fu soltanto nel 1884 che ricevette un incarico ufficiale alla Hochschule für Musik "Carl Maria von Weber" (Conservatorio di Dresda) e con esso la sicurezza finanziaria. Nel 1894, due anni dopo la sua promozione a professore al Royal Saxon Conservatory, all'età di 58 anni, sposò la sua ex allieva Frida Neuhaus. Tra gli altri suoi allievi annoveriamo Alexandre Denéréaz. Nel 1912 terminò l'orchestrazione della sua ultima opera sinfonica, la IV sinfonia. Il 26 febbraio 1913, Draeseke ebbe un ictus e morì. Le sue spoglie furono inumate nel cimitero di Tolkewitz a Dresda.

## Musica
Nel corso della sua carriera Draeseke diviso i suoi sforzi quasi equamente tra i diversi generi di composizione e compose sinfonie, concerti, opera, musica da camera e pezzi per pianoforte solo. Con la sua prima sonata per pianoforte in Do diesis Sonata quasi Fantasia del 1862-1867 suscitò grande interesse, conquistando l'ammirazione incondizionata di Liszt che la considerò fra le sonate per pianoforte più importanti dopo Beethoven.
Le sue opere Herrat (1879, originariamente Dietrich von Bern) e Gudrun (1884, sull'omonimo medievale) incontrarono un certo successo, ma il loro oblio successivo non ha consentito ai posteri di comprendere come Draeseke sia stato uno dei pochi veri eredi di Wagner e uno dei pochi che poteva concepire esempi drammaticamente e musicalmente convincenti di "Gesamtkunstwerk".
Draeseke seguì acutamente i nuovi sviluppi, in tutte le sfaccettature, subiti dalla musica. Le sue composizioni di musica da camera fanno uso di strumenti di nuova concezione, tra i quali la violotta, uno strumento sviluppato da Alfred Stelzner come intermedio tra viola e violoncello, che Draeseke usò nel suo quintetto d'archi in La maggiore, e la viola alta, uno strumento sviluppato nel corso degli anni 1870 da Hermann Ritter ed il prototipo di viola esplicitamente approvata da Richard Wagner per la sua Bayreuth Festspielhaus Orchestra.
Maestro del contrappunto, Draeseke si rivelò nella scrittura della musica corale, ottenendo grande successo con il suo Requiem in Si minore del 1877–1880, ma in nessuna altra opera in modo più convincente come nel Mysterium Christus, che è composto da un prologo e da tre distinti oratori e richiede tre giorni per l'esecuzione di uno spettacolo completo, un lavoro che lo occupò tra gli anni 1894-1899, ma la cui concezione risale al 1860. Tra tutte le sinfonie dalla seconda metà del XIX secolo che sono ingiustamente trascurate, La sua Sinfonia Tragica (Sinfonia n. 3 in do maggiore, op. 40) è una delle poche che merita di stare a fianco del repertorio sinfonico di Brahms e Bruckner, una magistrale fusione di intelletto e di emozione, di forma e contenuto. Le opere orchestrali come la Serenata in fa maggiore (1888) o le altre opere dello stesso anno, il preludio sinfonico sull'ode Pentesilea di Kleist hanno in sé tutto ciò che è necessario per ottenere il successo: ricca invenzione melodica, vivacità ritmica e straordinaria concezione armonica. La musica da camera di Draeseke è altrettanto ricca.
Nel corso della sua vita, e nel periodo immediatamente successivo alla sua morte, la musica di Draeseke venne tenuta in grande considerazione, anche tra i suoi avversari. Le sue composizioni sono state eseguite spesso in Germania da artisti di punta come Hans von Bülow, Arthur Nikisch, Fritz Reiner e Karl Böhm. Tuttavia, come disse una volta von Bülow, era un "harte Nuß" ("un osso duro") e nonostante la qualità delle sue opere, non sarebbe stato "mai popolare". Draeseke riusciva ad essere fortemente critico e questo a volte lo portò ad avere rapporti tesi; l'esempio più noto fu il caso Richard Strauss, quando Draeseke lo attaccò criticando l'opera Salome, nel 1905, nel suo pamphlet Die Konfusion in der Musik. La cosa fu molto strana in quanto Draeseke ebbe una chiara influenza sul giovane Strauss.
La musica di Draeseke venne promossa nel corso del Terzo Reich. Dopo la seconda guerra mondiale, i cambiamenti nella moda e nella politica fecero sì che il suo nome e la sua musica scivolassero nell'oblio. Ma alla fine del XX secolo, le nuove registrazioni hanno stimolato un rinnovato interesse per la sua musica. Un pubblico sempre più ampio sembra interessarsi alla musica di Draeseke ed il fenomeno si basa sulla percezione di individualità, d'inventiva e d'integrità stilistica, che la sua musica esprime in maniera notevole.

## Opere principali

### Musica per orchestra
- Symphony No. 1 in G major, Opus 12 (1872)
- Symphony No. 2 in F major, Opus 25 (1876)
- Symphony No. 3 in C minor, Opus 40 "Symphonia Tragica" (1885–6)
- Symphony No. 4 in E minor, WoO 38 "Symphonia Comica" (1912)
- Julius Caesar, Symphonic Poem (1860, revised 1865)
- Penthesilea, Symphonic Prelude (after Kleist), op 50 (1888)
- Jubel-ouvertüre, op. 65 (1898)
- Concerto for Piano and Orchestra in E-flat, op. 36 (1885–6)
- Symphonic Andante for Cello and Orchestra in e, WoO 11 (1876)

Una precoce sinfonia in Do maggiore, completata nel 1856 e la cui prima venne data lo stesso anno, ando smarrita fino al 1966.

### Opere
- König Sigurd - Opera in 3 Acts after Emanuel Geibel's Sigurd (1853–7)
- Dietrich von Bern - Opera in 3 Acts (1877; revised by Otto zur Nedden, 1925)
- Gudrun - Opera in 3 Acts (1879–84)
- Bertram de Born - Opera in 3 Acts (1892–4)

### Musica corale e vocale (sacra e profana)
- Christus. Mysterium in a Prelude and Three Oratorios, opp.70-3 (1895–9):Vorspiel: Die Geburt des Herrn, (Prelude: The Birth of the Lord) op. 70;First Oratorio: Christi Weihe (Christ's Consecration), op. 71; Second Oratorio: Christus der Prophet (Christ the Prophet), op. 72;Third Oratorio: Tod und Sieg des Herrn (Death and Victory of the Lord), op. 73
- Grand Mass in a, op.85 (1908–9)
- Requiem in e (1909–10)
- Columbus, Cantata for soprano, baritone, male chorus, and orchestra, op 52 (1890)

### Musica da camera
- String quartet nr. 1 in c, op. 27, (1880)
- String quartet nr. 2 in e, op. 35, (1886)
- String quartet nr. 3 in c-sharp, op. 66 (1895)
- Quintet in A 'Stelzner-Quintett' for violins (2),viola, violotta, and cello (1897)
- Quintet in F for violins (2), viola, and cellos (2), op.77 (1901)
- Quintet in B-flat for piano, string trio and horn. op.48 (1888)
- Viola Sonata No. 1 in c (1892)
- Viola Sonata No. 2 in F (1902)
- Clarinet Sonata in B-flat op. 38 (1887)
- Cello Sonata in D, op. 51 (1890)